# Döllstädt
Döllstädt là một đô thị ở huyện Gotha, ở bang Thüringen, Đức. Đô thị này có diện tích 13,37 km², dân số thời điểm ngày 31 tháng 12 năm 2006 là 1212 người.